# بده‌یوا پولیانا
بده‌یوا پولیانا (انگلیسی: Bedeyeva Polyana) یک شهرک در شهرستان بلاگووشچنسکی باشقیرستان کشور روسیه است.